# 1763 год в музыке

## События

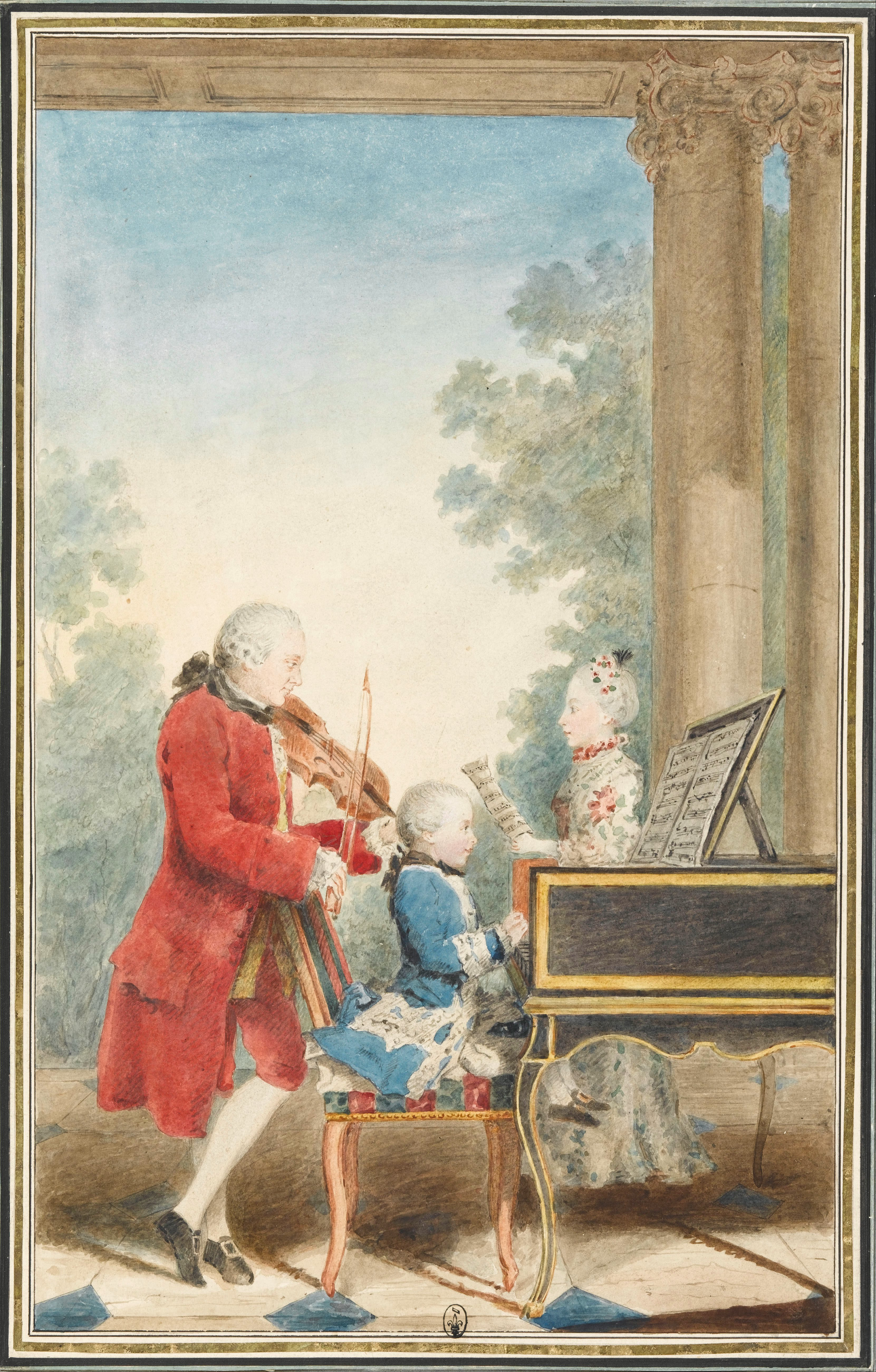
Большой тур семьи Моцартов: Леопольд, Вольфганг и Наннерль. Акварель Кармонтеля, около 1763

- 1 января — Первое выступление Уильяма Бойса.[2]
- 28 февраля — Леопольд Моцарт назначается вице-капельмейстером придворного оркестра в Зальцбурге.
- 26 апреля — Глюку назначена пенсия императрицы Марии Терезии размером в 600 гульденов.[2]
- 14 мая — В Болонье премьерой оперы Глюка «Триумф Клелии» (итал. Il Trionfo di Clelia, либретто Пьетро Метастазио) открылся Nuovo Teatro Pubblico; это был первый крупный оперный театр построенный за счёт государственных средств и находившийся в собственности муниципалитета.
- 26 мая — В Париже Франсуа-Жозеф Госсек обратился в суд, чтобы получить часть имущества своего покойного покровителя Александра Ле Риш де ла Пуплиньера[фр.].
- 9 июля — После успехов, Вольфганга и Наннерли в Вене и Мюнхене, Леопольд Моцарт организовал большой концертный тур[англ.] по Европе со своими детьми, который закончился в Париже 18 ноября.[2]
- 14 августа — архиепископ Сигизмунд III назначает Михаэля Гайдна придворным композитором и концертмейстером в Зальцбурге.
- Джеймс Хук[англ.] становится музыкальным директором театра Marylebone Gardens[англ.] в Лондоне.
- Театр Пале-Рояль в Париже уничтожен пожаром.[3]

## Классическая музыка
- Иоганн Георг Альбрехтсбергер — кантата Applausus musicus.[2]
- Йозеф Гайдн — Symphonies nos. 12, 13 и 40.
- Михаэль Гайдн — Symphony in G major «Divertimento»; Symphony in B-flat major, Perger 51 «La Confidenza»; Концерт для трубы с оркестром до мажор, MH 60.
- Георг Филипп Телеманн — кантата Gott, man lobet dich in der Stille.[2]

## Опера
- Иоганн Готлиб Науман — «Оберегаемое сокровище» (итал. Il tesoro insidiato).
- Пьетро Алессандро Гульельми — опера-сериа «Тит Манлий» (итал. Tito Manlio).
- Йозеф Гайдн — Acide.
- Никколо Йомелли — «Покинутая Дидона» (итал. Didone abbandonata, 3-я версия).
- Винченцо Манфредини — «Карл Великий» (итал. Carlo Magno).
- Джан Франческо де Майо — «Демофонт» (Demofoonte).
- Иоганн Кристиан Бах — «Орион» (Orione) и «Занаида» (Zanaida).
- Кристоф Виллибальд Глюк — «Триумф Клелии» (итал. Il trionfo di Clelia, премьера) и «Эцио» (Ezio, 2-я версия).
- Никколо Пиччинни — «Месть женщин» (итал. Le donne vendicate).
- Жан Бенжамен Делаборд — Ismène et Isménias, ou La fête de Jupiter.
- Антуан Довернь — «Поликсена» (Polixène).

## Балет
- Жан-Жозеф Родольф — «Ясон и Медея» (фр. Jason et Médée).

## Родились

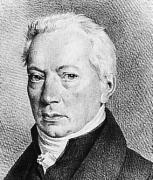
Адальберт Гировец

- 16 января — Франц фон Вальзегг (нем. Franz von Walsegg), австрийский аристократ и композитор-любитель, вошедший в историю музыки как заказчик «Реквиема» Моцарта (умер в 1827).
- 20 февраля — Адальберт Гировец (чеш. Vojtěch Matyáš Jírovec), чешско-австрийский композитор, капельмейстер придворной оперы в Вене (умер в 1850).
- 6 марта — Жан-Ксавье Лефевр, французский кларнетист, композитор и музыкальный педагог швейцарского происхождения, профессор Парижской консерватории (умер в 1829).
- 18 марта — Мари Кристиан Бьёрн (дат. Marie Christine Björn), датская балерина и актриса (умерла в 1837).
- 7 апреля — Доменико Драгонетти, итальянский контрабасист-виртуоз и композитор (умер в 1846).
- 15 мая — Франц Данци, немецкий композитор, виолончелист, капельмейстер, дирижёр и композитор (умер в 1826).[4]
- 1 июня — Антонио Доменико Далль'окка (итал. Antonio Domenico Dall'Occa), итальянский контрабасист, много лет проживший в России (умер в 1833).[5]
- 14 июня — Симон Майр,  итальянский композитор немецкого происхождения (умер в 1845).
- 22 июня — Этьенн Мегюль, французский композитор (умер в 1817).
- 9 ноября — Анри-Филипп Жерар (фр. Henri-Philippe Gérard), франко-бельгийский музыкант, педагог и композитор (умер в 1848).
- 10 ноября — Франтишек Мартин Пехачек[чеш.], чешский скрипач и композитор (умер в 1816).
- дата неизвестна
  - Мишель-Жозеф Гебауэр[фр.], французский гобоист, композитор и музыкальный педагог, капельмейстер Императорской гвардии, умер во время похода Наполеона в Россию (умер в 1812).
  - Маркос Коэльо Нето (сын)[порт.], бразильский музыкант и композитор (умер в 1823).

## Умерли
- 13 января — Иоганн Михаэль Гартунг[нем.], немецкий органный мастер (род. в 1708).
- 7 февраля — Кристоф Шаффрат, немецкий композитор, музыкальный педагог и клавесинист эпохи барокко (род. в 1709).
- 12 февраля (похоронен) — Готфрид Генрих Бах, немецкий клавесинист, первый сын И. С. Баха (род. в 1724).
- 1 июня — Иоганн Каспар Фоглер[нем.], немецкий органист и композитор, ученик И. С. Баха (род. в 1696).
- 16 июля — Жак Оттетер, также известный как Жак Мартин, французский композитор и флейтист (род. в 1674).
- 17 июля — Венцель Раймунд Иоганн Бирк (нем. Wenzel Raimund Johann Birck), австрийский музыкант, композитор и музыкальный педагог, придворный органист Марии Терезии и учитель музыки императора Иосифа II, входил в число наставников Моцарта и Й. Гайдна, один из первых в Вене сторонников симфонической музыки (род. в 1718).
- 14 августа — Джованни Баттиста Сомис, итальянский скрипач и композитор периода барокко (род. в 1686).
- 3 декабря — Карл Август Тило[дат.], датско-немецкий театральный режиссёр, писатель, музыкант и композитор (род. в 1707).
- дата неизвестна — Иоганн Готтлиб Янич[нем.], немецкий композитор (род. в 1708).